# La coscienza di Zeno
La Coscienza di Zeno is een roman van Italo Svevo. De Nederlandse vertaling luidt : Bekentenissen van Zeno. In 1919 begint Svevo met schrijven en in 1923 wordt het boek uitgegeven door de uitgeverij Cappelli in Bologna. James Joyce, vriend van Svevo, las het boek en was er erg enthousiast over. In 1925 verscheen een stuk van Eugenio Montale, getiteld Omaggio a Italo Svevo. Hieruit blijkt zijn invloed op andere schrijvers uit zijn tijd en de literaire waardering die hij genoot.